# Timothy Cole

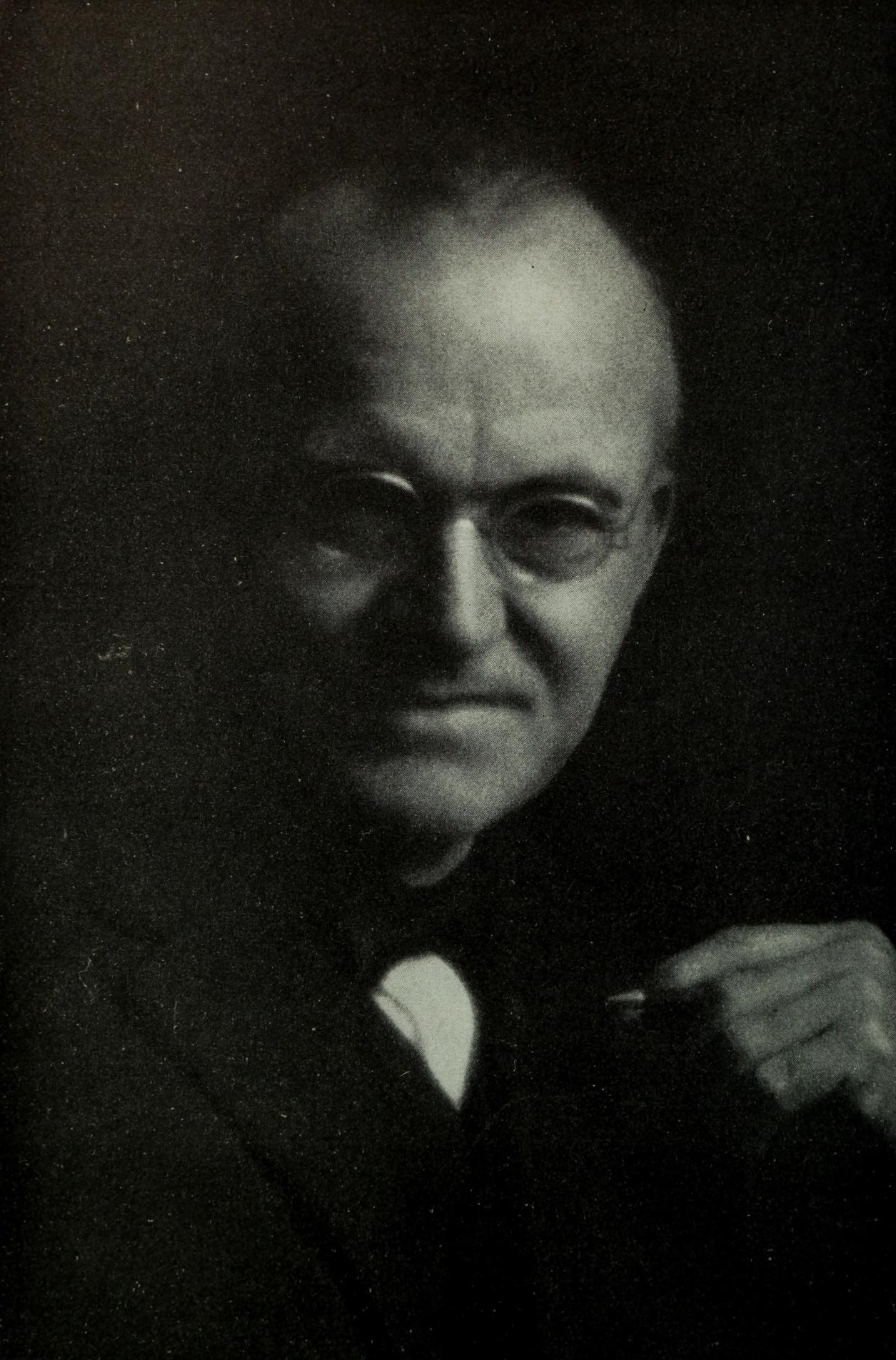
Retrato de Timothy Cole.

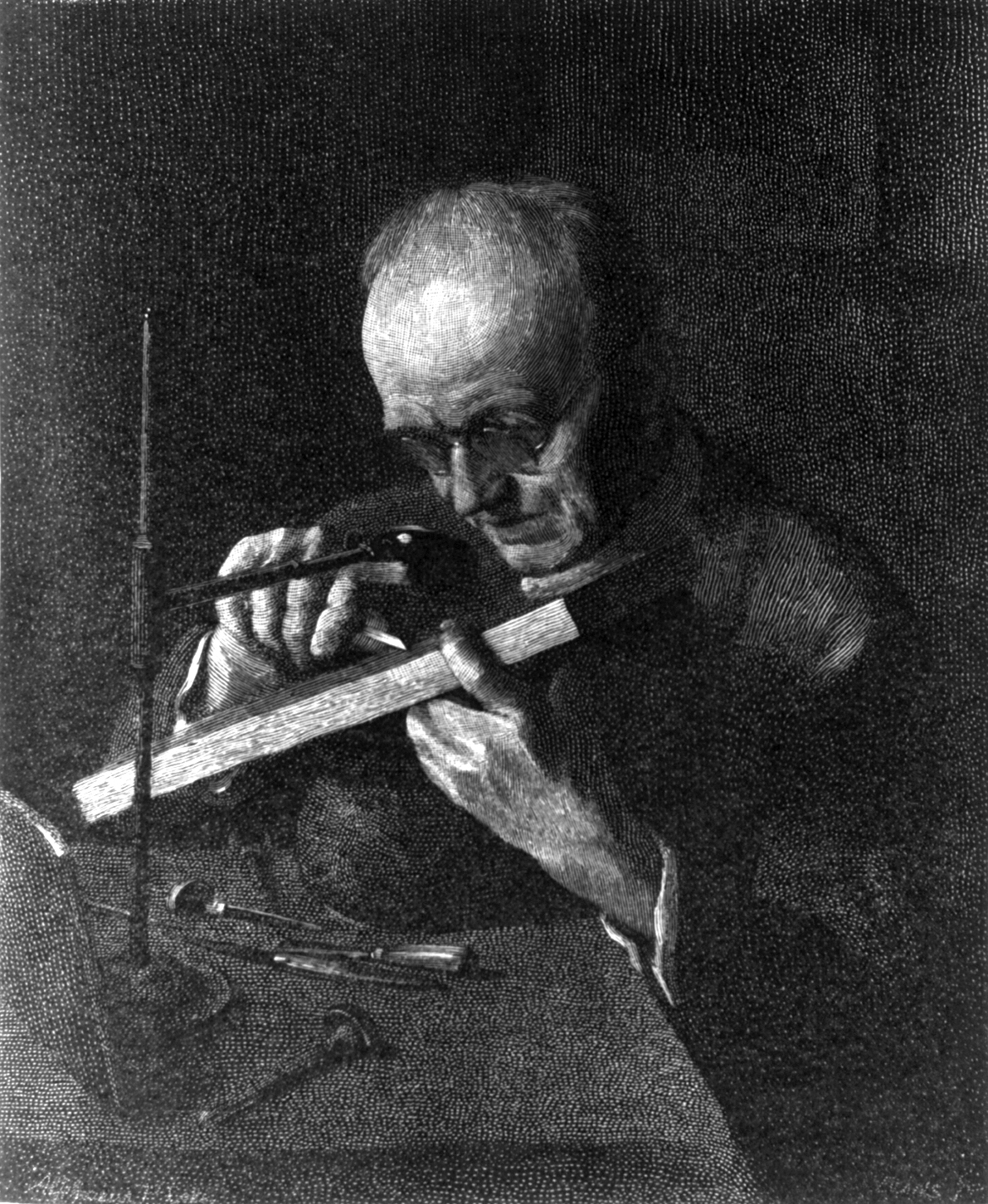
Gravura em madeira de Cole.

Timothy Cole (1852 – 17 de maio de 1931) foi um gravador de madeira americano.  

## Biografia
Timothy nasceu em Londres, Inglaterra, sua família emigrou para os Estados Unidos em 1858.
Ele estabeleceu-se em Chicago, onde perdeu tudo o que tinha no grande incêndio de 1871. Em 1875, ele se mudou para a cidade de Nova Iorque, onde trabalhou na revista The Century Magazine.  Cole foi associado com a revista por 40 anos como artesão pioneiro de gravura em madeira.
Ele imediatamente atraiu a atenção por sua facilidade incomum e sua interpretação simpática de ilustrações e fotos, e seus editores o enviaram para fora em 1883 para gravar um conjunto de blocos depois dos antigos mestres nas galerias europeias. Estes alcançaram para ele um brilhante sucesso. Suas reproduções de fotos italianas, holandesas, espanholas, flamengas e inglesas foram publicadas em forma de livro com notas apreensivas pelo próprio gravador. Os antigos mestres holandeses e flamengos eram dois dos livros que Cole havia contribuído com suas gravuras em madeira.
Embora o advento de novos processos mecânicos tenha tornado a gravura em madeira quase uma arte perdida e deixou praticamente nenhuma demanda pelo trabalho de tais artesãos, o colega permitiu continuar seu trabalho e tornou-se um dos principais mestres contemporâneos da gravura em madeira. Ele recebeu uma medalha de primeira classe na Exposição de Paris de 1900 e o único grande prêmio dado para gravação em madeira na Louisiana Purchase Exposition em St. Louis, Missouri, em 1904. Em 1906, ele foi eleito um acadêmico associado na Academia Nacional de Desenho, e tornou-se um acadêmico completo em 1908.
Seu filho, Alphaeus Philemon Cole, foi um notável retratista que também é hoje reconhecido por ter vivido para ser o homem mais velho verificado do mundo.

## Obras
- (1888). Antigos Mestres italianos.
- (1895). Antigos mestres holandeses e flamengos.
- (1901). Antigos mestres espanhóis.
- (1902). Antigos mestres de inglês.
- (1921). Considerações sobre gravura.
- (1925). Arte pelo Caminho.